# Богданова, Надежда Михайловна
Надежда Михайловна Богданова (род. 2 апреля 1956 года, село Спицевка, Грачёвский район, Ставропольский край, РСФСР, СССР) — российский политический деятель.
Глава города Невинномысска (29 апреля 2015 — 16 ноября 2016).

## Биография
Надежда Михайловна Богданова родилась 2 апреля 1956 года в селе Спицевском Ставропольского края.
В 1997 году окончила Ставропольский государственный педагогический институт, специальность «Математика», квалификация «Учитель математики».
С 1977 по 1986 год — учитель математики, заместитель директора по воспитательной работе средней школы № 15 города Невинномысска.
С 1986 по 1992 годы — методист городского отдела образования города Невинномысска.
С 1992 по 1994 год — заместитель директора гимназии № 10 города Невинномысска.
С 1994 по 2006 год — директор МОУ СОШ № 12 города Невинномысска.
С 2006 года — депутат Думы города Невинномысска, председатель Думы города Невинномысска на постоянной основе.
С 29 апреля 2015 по 16 ноября 2016 года — глава города Невинномысска.

### Дополнительное образование
Прошла обучение в фонде «Институт экономики города» по курсу «Взаимодействие органов местного самоуправления с местным сообществом» (2006 г).
Имеет диплом о профессиональной переподготовке в РГОУ ВПО «Ставропольский государственный аграрный университет» по программе «Муниципальное управление»(2008г).
Прошла обучение в государственной академии профессиональной переподготовки и повышения квалификации руководящих работников и специалистов инвестиционной сферы (2008 г).

## Награды
- Почётный знак «Отличник народного образования РФ».
- Почётная грамота Губернатора Ставропольского края.
- Почётная грамота Министерства образования Российской Федерации.
- Имеет звание академика Академии творческой педагогики России.
- Имеет почётное звание «Золотой фонд образования города Невинномысска».